# Simochromis diagramma
Simochromis diagramma es una especie de peces de la familia Cichlidae en el orden de los Perciformes.

## Morfología
- Los machos pueden llegar alcanzar los 19,5 cm de longitud total.[1][2]

## Depredadores
Es depredado por Plecodus straeleni.

## Hábitat
Es una especie de clima tropical.

## Distribución geográfica
Se encuentra en África: lago Tanganica